# Liniovo (Zhírnovsk)
Liniovo (ruso: Линёво; alemán: Hussenbach) es un asentamiento de tipo urbano de Rusia, ubicado en el raión de Zhírnovsk de la óblast de Volgogrado.
En 2021, el asentamiento tenía una población de 5421 habitantes. En su territorio no hay pedanías.
Se ubica unos 10 km al sur de la capital distrital Zhírnovsk, sobre la carretera 18A-1 que lleva a Kamyshin. Al oeste del asentamiento fluye el río Medvéditsa.

## Historia
Fue fundado en 1767 como colonia de alemanes del Volga, por colonos luteranos procedentes de Brandeburgo, Sajonia, Hesse-Darmstadt y el Palatinado. Los habitantes locales lo denominaron desde sus orígenes Hussenbach, en referencia al apellido del primer capataz de la expedición fundadora, pero este topónimo coexistió desde 1768 con el de "Liniovo-Ózero" (Линёво-озеро), en referencia al lago (озеро) ubicado junto al asentamiento. En 1871, Hussenbach pasó a ser la sede de su propia vólost, en el uyezd de Kamyshin de la gobernación de Sarátov. El asentamiento se desarrolló notablemente durante el siglo XIX, y llegó a tener más de ocho mil habitantes antes de la Revolución rusa.
En la década de 1920, el asentamiento quedó incluido en la RASS de los Alemanes del Volga, y en 1928 pasó a denominarse únicamente con su topónimo alemán "Hussenbach". Dentro de ese territorio autónomo alemán, Hussenbach quedó incluido en el cantón de Frank, cuya capital era "Frank" (actual Medvéditsa) hasta 1935, cuando se trasladó la capital cantonal a Hussenbach. En 1941, Stalin ordenó expulsar a Siberia y Asia Central a los habitantes alemanes de la zona, quedando la localidad prácticamente abandonada durante la Gran Guerra Patria. En 1944 comenzó a repoblarse con rusos étnicos: el pueblo pasó a denominarse "Medvéditskoye" (Медведицкое) y su cantón se transformó en un raión dentro de la óblast de Stalingrado. En 1957 adoptó su actual topónimo, al fusionarse con varias localidades rurales de su entorno para formar un asentamiento de tipo urbano. Perdió su estatus de capital distrital en 1959, cuando la sede del raión se trasladó a Zhírnovsk.